# Bundestagswahlkreis Cloppenburg – Vechta
Der Wahlkreis Cloppenburg – Vechta (Wahlkreis 32) ist ein Bundestagswahlkreis in Niedersachsen. Er umfasst das Gebiet der Landkreise Cloppenburg und Vechta. Der Wahlkreis gilt als absolute CDU-Hochburg und ist bei Bundestagswahlen oft der stärkste Wahlkreis der CDU, teilweise auch beider Unionsparteien.

## Wahlkreisgeschichte
Der Wahlkreis war bei der Bundestagswahl 1949 die Nummer 9 der niedersächsischen Wahlkreise. Danach erhielt er die bundesweite Wahlkreisnummer 31. Für die Bundestagswahlen 1965 bis 1998 hatte er die Nummer 27, 2002 bis 2009 die Nummer 33 und seit der Wahl 2013 trägt er die Nummer 32. Bei den Bundestagswahlen 1949 bis 1961 hieß der Wahlkreis Vechta – Cloppenburg und danach bis einschließlich der Bundestagswahl 1976 Cloppenburg. Der Wahlkreis gilt als Hochburg der CDU. Das Direktmandat konnte von den CDU-Kandidaten von 1953 bis 2013 durchgehend mit über 60,0 %, in den Jahren 1953 bis 1990 sogar über 70 % der abgegebenen Erststimmen gewonnen werden. Bei der Bundestagswahl 2021 verlor die CDU die absolute Mehrheit der Erst- und der Zweitstimmen.
Den Wahlkreis Cloppenburg-Vechta vertraten zeitweilig auch Politiker des SPD, und zwar
- Hans Lemp (November 1967 bis Oktober 1980),
- Günter Graf (Oktober 1987 bis Oktober 2002) und
- Gabriele Groneberg (Oktober 2002 bis Oktober 2009, Juni 2012 bis Oktober 2013 und Februar 2014 bis Oktober 2017).

Ab November 2022 ist die SPD im Oldenburger Münsterland wieder durch Alexander Bartz im Bundestag vertreten.
Ursprünglich umfasste der Wahlkreis, wie auch heute, das Gebiet der Landkreise Cloppenburg und Vechta. Vor der Bundestagswahl 1965 kamen vom Landkreis Oldenburg noch die Gemeinden Großenkneten, Hatten, Wardenburg und Wüsting hinzu. Trotz der am 1. Juli 1972 vorgenommenen Gebietsreformen gehörten bei der Bundestagswahl 1972 noch das nach Hude eingemeindete Wüsting und der nach Quakenbrück eingemeindete ehemalige Gemeindeteil Hengelage der Gemeinde Essen (Oldenburg) zum Wahlkreis Cloppenburg. Seit der Bundestagswahl 1976 besteht der Wahlkreis wieder lediglich aus den Landkreisen Cloppenburg und Vechta.

## Wahlkreisabgeordnete
| Wahl | Abgeordneter | Abgeordneter           | Partei | Stimmen in % |
| ---- | ------------ | ---------------------- | ------ | ------------ |
| 1949 |              | Georg Kühling          | CDU    | 45,9         |
| 1953 |              | Kurt Schmücker         | CDU    | 77,7         |
| 1957 | 77,2         | Kurt Schmücker         | CDU    |              |
| 1961 | 81,9         | Kurt Schmücker         | CDU    |              |
| 1965 | 79,4         | Kurt Schmücker         | CDU    |              |
| 1969 | 73,9         | Kurt Schmücker         | CDU    |              |
| 1972 |              | Manfred Carstens       | CDU    | 70,8         |
| 1976 | 72,7         | Manfred Carstens       | CDU    |              |
| 1980 | 71,5         | Manfred Carstens       | CDU    |              |
| 1983 | 74,8         | Manfred Carstens       | CDU    |              |
| 1987 | 70,0         | Manfred Carstens       | CDU    |              |
| 1990 | 71,8         | Manfred Carstens       | CDU    |              |
| 1994 | 67,7         | Manfred Carstens       | CDU    |              |
| 1998 | 61,9         | Manfred Carstens       | CDU    |              |
| 2002 | 62,2         | Manfred Carstens       | CDU    |              |
| 2005 |              | Franz-Josef Holzenkamp | CDU    | 64,4         |
| 2009 | 62,3         | Franz-Josef Holzenkamp | CDU    |              |
| 2013 | 66,3         | Franz-Josef Holzenkamp | CDU    |              |
| 2017 |              | Silvia Breher          | CDU    | 57,7         |
| 2021 | 49,0         | Silvia Breher          | CDU    |              |
| 2025 | 45,8         | Silvia Breher          | CDU    |              |

## Wahlergebnisse

### Bundestagswahl 2025
| Kandidaten                                             | Kandidaten                 | Parteien/Listen       | Erststimmen | Erststimmen | Zweitstimmen | Zweitstimmen |
| Kandidaten                                             | Kandidaten                 | Parteien/Listen       | Stimmen     | %           | Stimmen      | %            |
| ------------------------------------------------------ | -------------------------- | --------------------- | ----------- | ----------- | ------------ | ------------ |
|                                                        | Alexander Bartz            | SPD                   | 32.516      | 17,5        | 29.053       | 15,6         |
|                                                        | Silvia Brehergewählt im WK | CDU                   | 85.241      | 45,8        | 73.616       | 39,5         |
|                                                        | Marius Meyer               | Bündnis 90/Die Grünen | 11.281      | 6,1         | 13.277       | 7,1          |
|                                                        | Paul Lanwer                | FDP                   | 6.135       | 3,3         | 8.432        | 4,5          |
|                                                        | Sven Sager                 | AfD                   | 38.364      | 20,6        | 38.354       | 20,6         |
|                                                        | Uwe Meyer                  | Die Linke             | 9.485       | 5,1         | 11.518       | 6,2          |
|                                                        | Paul Kleine-Klatte         | Freie Wähler          | 2.955       | 1,6         | 1.704        | 0,9          |
|                                                        | –                          | Tierschutzpartei      | –           | –           | 1.533        | 0,8          |
|                                                        | –                          | dieBasis              | –           | –           | 366          | 0,2          |
|                                                        | –                          | Die PARTEI            | –           | –           | 638          | 0,3          |
|                                                        | –                          | PIRATEN               | –           | –           | 256          | 0,1          |
|                                                        | –                          | Volt                  | –           | –           | 851          | 0,5          |
|                                                        | –                          | PdH                   | –           | –           | 104          | 0,1          |
|                                                        | –                          | MLPD                  | –           | –           | 22           | 0,0          |
|                                                        | –                          | BÜNDNIS DEUTSCHLAND   | –           | –           | 231          | 0,1          |
|                                                        | –                          | BSW                   | –           | –           | 6.221        | 3,3          |
| Gesamt                                                 | Gesamt                     | Gesamt                | 185.977     | 100         | 186.176      | 100          |
|                                                        |                            |                       |             |             |              |              |
| Ungültige Stimmen                                      | Ungültige Stimmen          | Ungültige Stimmen     | 1.199       | 0,6         | 1.000        | 0,5          |
| Wähler                                                 | Wähler                     | Wähler                | 187.176     | 83,2        | 187.176      | 83,2         |
| Wahlberechtigte                                        | Wahlberechtigte            | Wahlberechtigte       | 225.099     |             | 225.099      |              |
|                                                        |                            |                       |             |             |              |              |
| Quellen: Die Bundeswahlleiterin, Kandidaten – Ergebnis |                            |                       |             |             |              |              |

### Bundestagswahl 2021
Bei der Bundestagswahl 2021 wurden 7 Direktkandidaten und 21 Landeslisten zur Wahl gestellt.
Direkt gewählt wurde Silvia Breher (CDU). Im November 2022 rückte Alexander Bartz über die Landesliste Niedersachsen der SPD in den Bundestag nach.
| Direktkandidat  | Partei           | Erststimmen in % | Zweitstimmen in % |
| --------------- | ---------------- | ---------------- | ----------------- |
| Silvia Breher   | CDU              | 49,0             | 38,4              |
| Alexander Bartz | SPD              | 20,9             | 24,8              |
| Carolin Abeln   | FDP              | 8,8              | 12,1              |
| Waldemar Herdt  | AfD              | 7,8              | 7,8               |
| Tanja Meyer     | GRÜNE            | 10,6             | 11,1              |
| Tom Dobrowolski | DIE LINKE.       | 2,2              | 2,2               |
| –               | Die PARTEI       | –                | 0,7               |
| –               | Tierschutzpartei | –                | 1,0               |
| –               | FREIE WÄHLER     | –                | 05                |
| –               | PIRATEN          | –                | 0,3               |
| –               | NPD              | –                | 0,1               |
| –               | V-Partei³        | –                | 0,0               |
| –               | ÖDP              | –                | 0,0               |
| –               | MLPD             | –                | 0,0               |
| –               | DKP              | –                | 0,0               |
| Melanie Lorenz  | dieBasis         | 0,8              | 0,7               |
| –               | du.              | –                | 0,1               |
| –               | LKR              | –                | 0,0               |
|                 | Die Humanisten   | –                | 0,1               |
| –               | Team Todenhöfer  | –                | 0,2               |
| –               | Volt             | –                | 0,2               |
| –               | DiB              | –                | –                 |

### Bundestagswahl 2017
Zur Bundestagswahl 2017 waren 7 Direktkandidaten und 18 Landeslisten zugelassen.
| Direktkandidat   | Partei           | Erststimmen in % | Zweitstimmen in % |
| ---------------- | ---------------- | ---------------- | ----------------- |
| Silvia Breher    | CDU              | 57,7             | 53,1              |
| Kristian Kater   | SPD              | 20,4             | 17,8              |
| Julius Flinks    | GRÜNE            | 4,3              | 5,1               |
| Daniel Welp      | DIE LINKE        | 4,1              | 4,4               |
| Caroline Covolo  | FDP              | 5,2              | 9,4               |
| Holger Teuteberg | AfD              | 7,8              | 8,1               |
| –                | PIRATEN          | –                | 0,2               |
| –                | NPD              | –                | 0,2               |
| –                | Tierschutzpartei | –                | 0,5               |
| Michael Osterloh | FREIE WÄHLER     | 0,6              | 0,3               |
| –                | MLPD             | –                | 0,0               |
| –                | BGE              | –                | 0,1               |
| –                | DiB              | –                | 0,1               |
| –                | DKP              | –                | 0,0               |
| –                | dm               | –                | 0,1               |
| –                | ÖDP              | –                | 0,1               |
| –                | Die PARTEI       | –                | 0,5               |
| –                | V-Partei³        | –                | 0,3               |

57,7 % der Erststimmen für Silvia Breher waren 2017 der höchste Erststimmenanteil für einen Direktkandidaten aller 299 Bundestagswahlkreise, einschließlich der Kandidaten von Parteien, die nicht zu den Unionsparteien gehörten.

### Bundestagswahl 2013
Diese fand am 22. September 2013 statt. Es wurden 9 Direktkandidaten und 14 Landeslisten zugelassen.
| Direktkandidat         | Partei           | Erststimmen in % | Zweitstimmen in % |
| ---------------------- | ---------------- | ---------------- | ----------------- |
| Franz-Josef Holzenkamp | CDU              | 66,3             | 63,2              |
| Gabriele Groneberg     | SPD              | 21,3             | 19,8              |
| Peter Friedhoff        | FDP              | 1,8              | 4,6               |
| Josef Diersen          | GRÜNE            | 3,7              | 4,3               |
| Günter Kreßmann        | DIE LINKE.       | 2,5              | 2,8               |
| –                      | PIRATEN          | –                | 1,2               |
| Ralf Thomas Taube      | NPD              | 0,6              | 0,6               |
| –                      | Tierschutzpartei | –                | 0,4               |
| –                      | MLPD             | –                | 0,0               |
| Holger Teuteberg       | AfD              | 2,1              | 2,3               |
| –                      | pro Deutschland  | –                | 0,1               |
| –                      | REP              | –                | 0,0               |
| Heinrich Luhr          | FREIE WÄHLER     | 1,0              | 0,5               |
| –                      | PBC              | –                | 0,2               |
| André Schäfer          | FAMILIE          | 0,7              | –                 |

### Bundestagswahl 2009
| Direktkandidat         | Partei           | Erststimmen in % | Zweitstimmen in % |
| ---------------------- | ---------------- | ---------------- | ----------------- |
| Franz-Josef Holzenkamp | CDU              | 62,27            | 54,47             |
| Gabriele Groneberg     | SPD              | 19,05            | 16,51             |
| Peter Friedhoff        | FDP              | 8,62             | 15,59             |
| Josef Dobelmann        | GRÜNE            | 4,46             | 5,30              |
| Markus Schalk          | DIE LINKE.       | 4,70             | 5,09              |
| –                      | PIRATEN          | –                | 1,3               |
| Cora Meyer             | NPD              | 0,9              | 0,8               |
| –                      | Tierschutzpartei | –                | 0,5               |
| –                      | RRP              | –                | 0,3               |
| –                      | ödp              | –                | 0,1               |
| –                      | DVU              | –                | 0,1               |